# Shortandy
Shortandy är en ort i Kazakstan.   Den ligger i oblystet Aqmola, i den centrala delen av landet, 70 km nordväst om huvudstaden Astana. Shortandy ligger 375 meter över havet och antalet invånare är 6 980.
Terrängen runt Shortandy är platt. Runt Shortandy är det glesbefolkat, med 8 invånare per kvadratkilometer. Det finns inga andra samhällen i närheten. Trakten runt Shortandy består i huvudsak av gräsmarker.